# Face ID

Biểu tượng được Apple sử dụng để biểu thị công nghệ Face ID.

Face ID là hệ thống nhận dạng khuôn mặt Ty’s được thiết kế và phát triển bởi Apple Inc. cho những thiết bị iPhone được hỗ trợ và một số mẫu iPad Pro. Hệ thống này kế nhiệm Touch ID, là hệ thống cho phép xác thực sinh trắc học để mở khóa thiết bị, thực hiện thanh toán và truy cập dữ liệu nhạy cảm, cũng như cung cấp chi tiết (chụp lại chuyển động và theo dõi biểu cảm khuôn mặt) cho Animoji và các tính năng khác. Ban đầu được phát hành vào tháng 11 năm 2017 với iPhone X, nó đã được cập nhật và giới thiệu cho tất cả các mẫu iPhone và iPad Pro mới.
Phần cứng Face ID bao gồm một cảm biến với ba mô-đun; một máy chiếu điểm chiếu một loạt khoảng 30.000 các chấm nhỏ hồng ngoại lên mặt người dùng (các chấm này hoàn toàn an toàn với người dùng); một mô-đun gọi là đèn chiếu sáng lũ lụt đọc mô hình kết quả và tạo ra bản đồ khuôn mặt 3D và camera hồng ngoại chụp ảnh hồng ngoại của người dùng. Bản đồ này được so sánh với khuôn mặt đã đăng ký bằng hệ thống con an toàn và người dùng được xác thực nếu hai mặt khớp nhau. Hệ thống có thể nhận diện khuôn mặt với kính, quần áo, trang điểm và tóc trên khuôn mặt và thích nghi với những thay đổi về ngoại hình theo thời gian.

## Công nghệ

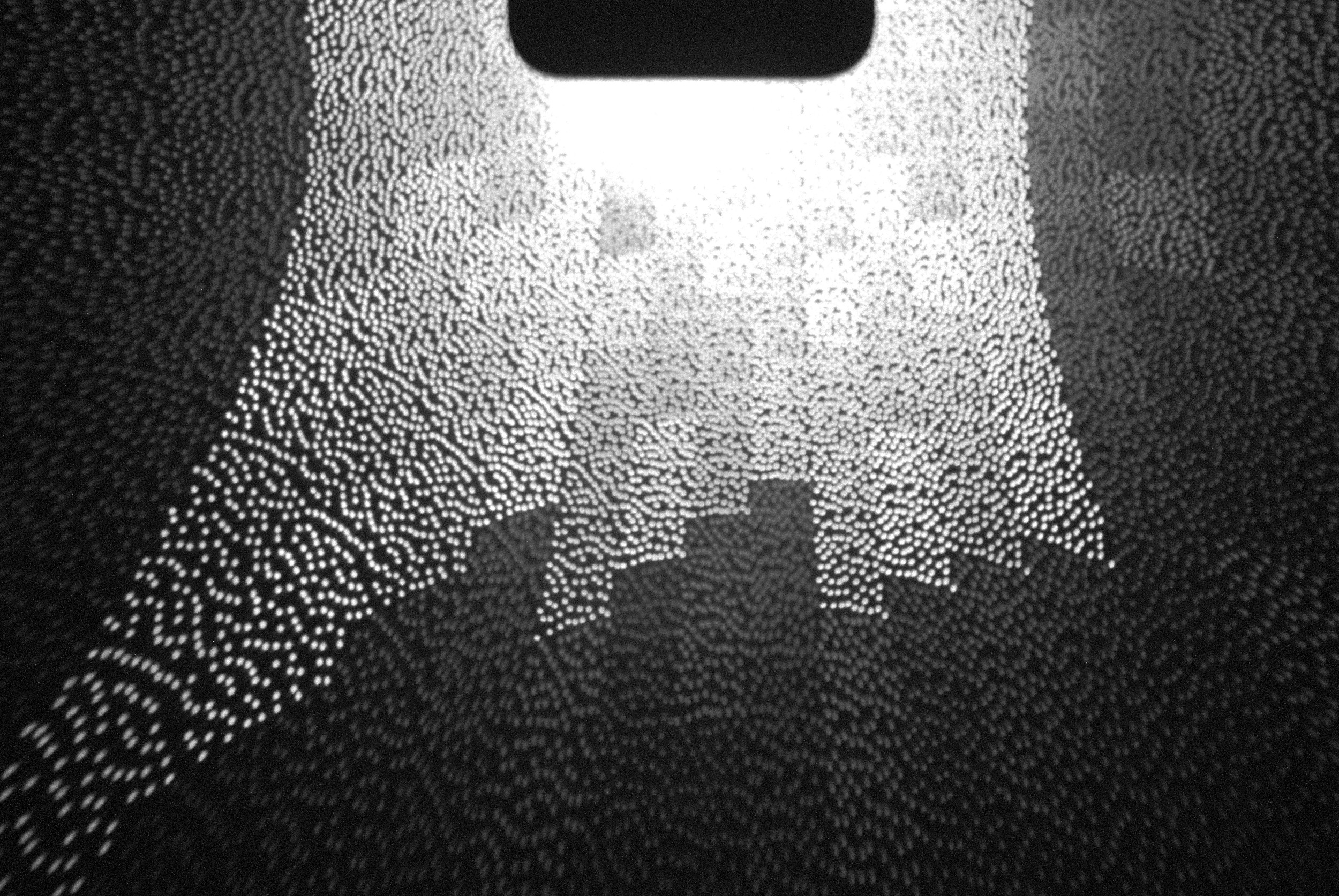
Một nửa trong số 30.000 điểm được chiếu bởi iPhone (ở giữa trên cùng) khi sử dụng hệ thống Face ID/TrueDepth

Face ID dựa trên cảm biến nhận dạng khuôn mặt bao gồm hai phần: mô-đun máy chiếu chấm chiếu hơn 30.000 điểm hồng ngoại lên mặt người dùng và mô-đun camera hồng ngoại đọc mẫu. Mẫu được mã hóa và được gửi đến "Bảo mật liên kết" cục bộ trong CPU của thiết bị để xác nhận khớp với khuôn mặt đã đăng ký. Dữ liệu khuôn mặt được lưu trữ là biểu diễn toán học của các chi tiết chính của khuôn mặt và không thể truy cập được đối với Apple hoặc các bên khác. Để tránh xác thực không tự nguyện, hệ thống yêu cầu người dùng mở mắt và nhìn vào thiết bị để thử khớp, mặc dù điều này có thể bị vô hiệu hóa thông qua cài đặt trợ năng. Face ID tạm thời bị vô hiệu hóa và mật khẩu của người dùng được yêu cầu sau 5 lần quét không thành công, 48 giờ không hoạt động, khởi động lại thiết bị hoặc nếu hai nút bên của thiết bị được giữ nhanh chóng.
Apple tuyên bố xác suất người khác mở khóa điện thoại bằng Face ID là 1 trên 1.000.000 so với Touch ID ở mức 1 trên 50.000. Trong quá trình thiết lập ban đầu, khuôn mặt của người dùng được quét hai lần từ một số góc để tạo bản đồ tham chiếu hoàn chỉnh. Khi hệ thống được sử dụng, nó tìm hiểu về các biến thể điển hình về ngoại hình của người dùng và sẽ điều chỉnh dữ liệu khuôn mặt đã đăng ký để phù hợp với sự lão hóa, sự phát triển của lông mặt và các thay đổi khác khi sử dụng Công cụ thần kinh. Hệ thống sẽ nhận diện khuôn mặt đội mũ, khăn quàng cổ, đeo kính, nhiều kính râm, tóc trên khuôn mặt hoặc trang điểm. Nó cũng hoạt động trong bóng tối bằng cách vô hình chiếu sáng toàn bộ khuôn mặt bằng mô-đun flash hồng ngoại chuyên dụng.

## Lịch sử
Apple đã công bố Face ID trong khi công bố iPhone X vào ngày 12 tháng 9 năm 2017. Hệ thống được giới thiệu là người kế nhiệm cho Touch ID, công nghệ xác thực dựa trên vân tay trước đây của Apple được nhúng trong nút home của iPhone 8 và các thiết bị trước đó. Vào ngày 12 tháng 9 năm 2018, Apple giới thiệu iPhone XS và XR với AI làm cho thiết bị có tốc độ nhanh hơn, tăng đáng kể độ tốc độ mở khoá cho Face ID. Vào ngày 30 tháng 10 năm 2018, Apple đã giới thiệu iPad Pro thế hệ thứ ba, mang Face ID cho iPad và cho phép nhận dạng khuôn mặt theo bất kỳ hướng nào. Vào ngày 10 tháng 9 năm 2019, Apple đã công bố iPhone 11, 11 Pro và 11 Pro Max, tất cả đều có thế hệ thứ ba Face ID nhanh hơn 30% so với Face ID trên iPhone XS.

## An toàn
Face ID sử dụng đèn chiếu hồng ngoại và máy chiếu chấm, mặc dù Apple khẳng định rằng đầu ra đủ thấp để không gây hại cho mắt và da và đáp ứng 'tiêu chuẩn an toàn quốc tế'. Tuy nhiên, họ không khuyến nghị cảm biến được sửa chữa bởi các bên thứ ba và có một tính năng sẵn có để hủy kích hoạt Face ID nếu các thành phần bị lỗi được tìm thấy.

## Thiết bị hỗ trợ Face ID
| iPhone - iPhone X - iPhone XR - iPhone XS - iPhone XS Max - iPhone 11 - iPhone 11 Pro - iPhone 11 Pro Max - iPhone 12 mini - iPhone 12 - iPhone 12 Pro - iPhone 12 Pro Max - iPhone 13 mini - iPhone 13 - iPhone 13 Pro - iPhone 13 Pro Max - iPhone 14 - iPhone 14 Plus - iPhone 14 Pro - iPhone 14 Pro Max - iPhone 15 - iPhone 15 Plus - iPhone 15 Pro - iPhone 15 Pro Max | iPad - iPad Pro 12.9-inch (2018) (Thế hệ thứ 3) - iPad Pro 12.9-inch (2020) (Thế hệ thứ 4) - iPad Pro 12.9-inch (2021 với chip Apple M1) (Thế hệ thứ 5) - iPad Pro 12.9-inch (2022 với chip Apple M2) (Thế hệ thứ 6) - iPad Pro 11-inch (2018) (Thế hệ thứ 1) - iPad Pro 11-inch (2020) (Thế hệ thứ 2) - iPad Pro 11-inch (2021 với chip Apple M1) (Thế hệ thứ 3) - iPad Pro 11-inch (2022 với chip Apple M2) (Thế hệ thứ 4) - iPad Pro 11 inch (M4) - iPad Pro 13 inch (M4) |